# Silvius omeishanensis
Silvius omeishanensis är en tvåvingeart som beskrevs av Wang 1992. Silvius omeishanensis ingår i släktet Silvius och familjen bromsar.
Artens utbredningsområde är Sichuan (Kina). Inga underarter finns listade i Catalogue of Life.